# Сейнт Джонс (Аризона)
Вижте пояснителната страница за други значения на Сейнт Джонс.
Сейнт Джонс (на английски: St. Johns) е град в окръг Апачи, щата Аризона, САЩ. Сейнт Джонс е с население от 3592 жители (2007) и обща площ от 17,1 km². Намира се на 1733 m надморска височина. ЗИП кодът му е 85936.